# Holýšov
Holýšov település Csehországban, a Domažlicei járásban. Holýšov Hradec, Merklín, Střelice, Lisov, Líšina, Honezovice, Všekary, Staňkov, Horní Kamenice, Kvíčovice, Neuměř, Stod és Zemětice településekkel határos. Lakosainak száma 5726 fő (2024. január 1.).

## Népesség
A település lakosságának változását az alábbi diagram mutatja:
| Lakosok száma | 621  | 913  | 1392 | 3793 | 4287 | 4907 | 5023 | 5191 | 5025 | 5726 |
|               | 1869 | 1900 | 1921 | 1961 | 1980 | 2011 | 2016 | 2019 | 2021 | 2024 |